# Montepaschi Strade Bianche 2011
La 5.ª edición del Strade Bianche (llamada oficialmente: Montepaschi Strade Bianche - Eroica Toscana) se realizó el 5 de marzo de 2011, sobre una distancia de 190 km con inicio en la localidad de Gaiole in Chianti y final en la ciudad de Siena en Italia.
La carrera formó parte del UCI Europe Tour 2010-2011 bajo la categoría 1.1 y fue ganada por el ciclista belga Philippe Gilbert del Omega Pharma-Lotto.

## Equipos participantes
Tomaron parte en la carrera 14 equipos, de los cuales 7 fueron de categoría Profesional Continental y 7 de categoría Continental . Los equipos participantes fueron:
| ProTeams (7)- BMC Racing Team - HTC-Highroad - Lampre-ISD - Liquigas-Cannondale - Omega Pharma-Lotto - Garmin-Cervélo - Leopard-Trek Equipos continentales profesionales (7)- Acqua & Sapone - Androni Giocattoli-C.I.P.I - Colnago-CSF Inox - De Rosa-Ceramica Flaminia - Farnese Vini-Neri Sottoli - Geox-TMC - Team Type 1-Sanofi Aventis |
| |

## Clasificación final
Las clasificaciones finalizaron de la siguiente forma:
| \| Clasificación general \| Clasificación general \| Clasificación general \| Clasificación general \| Clasificación general \| \| Ciclista \| Ciclista \| Equipo \| Tiempo \| \| \| --------------------- \| ------------------------- \| -------------------------- \| --------------------- \| --------------------- \| \| 1.º \| Philippe Gilbert \| Omega Pharma-Lotto \| 4 h 44 min 26 s \| \| \| 2.º \| Alessandro Ballan \| BMC Racing Team \| + 0 s \| \| \| 3.º \| Damiano Cunego \| Lampre-ISD \| + 0 s \| \| \| 4.º \| Jure Kocjan \| Team Type 1-Sanofi Aventis \| + 0 s \| \| \| 5.º \| Fabian Cancellara \| Leopard-Trek \| + 0 s \| \| \| 6.º \| Ángel Vicioso \| Androni Giocattoli \| + 0 s \| \| \| 7.º \| Oscar Gatto \| Farnese Vini-Neri Sottoli \| + 0 s \| \| \| 8.º \| Giovanni Visconti \| Farnese Vini-Neri Sottoli \| + 0 s \| \| \| 9.º \| Greg Van Avermaet \| BMC Racing Team \| + 0 s \| \| \| 10.º \| Fabian Cancellara \| Leopard-Trek \| + 0 s \| \| \| 11.º \| Michael Albasini \| HTC-Highroad \| + 0 s \| \| \| 12.º \| Ryder Hesjedal \| Garmin-Cervélo \| + 0 s \| \| \| 13.º \| David de la Fuente \| Geox-TMC \| + 0 s \| \| \| 14.º \| David Gutiérrez Gutiérrez \| Geox-TMC \| + 0 s \| \| \| 15.º \| George Hincapie \| BMC Racing Team \| + 0 s \| \| \| 16.º \| Massimo Codol \| Acqua & Sapone \| + 0 s \| \| \| 17.º \| Patxi Vila \| De Rosa-Ceramica Flaminia \| + 0 s \| \| \| 18.º \| Emanuele Sella \| Androni Giocattoli \| + 0 s \| \| \| 19.º \| Marco Pinotti \| HTC-Highroad \| + 0 s \| \| \| 20.º \| Rubens Bertogliati \| Team Type 1-Sanofi Aventis \| + 40 s \| \| |                           |                            |                 |
| |                           |                            |                 |
| |                           |                            |                 |
| Clasificación general |                           |                            |                 |
| Ciclista | Ciclista                  | Equipo                     | Tiempo          |
| 1.º | Philippe Gilbert          | Omega Pharma-Lotto         | 4 h 44 min 26 s |
| 2.º | Alessandro Ballan         | BMC Racing Team            | + 0 s           |
| 3.º | Damiano Cunego            | Lampre-ISD                 | + 0 s           |
| 4.º | Jure Kocjan               | Team Type 1-Sanofi Aventis | + 0 s           |
| 5.º | Fabian Cancellara         | Leopard-Trek               | + 0 s           |
| 6.º | Ángel Vicioso             | Androni Giocattoli         | + 0 s           |
| 7.º | Oscar Gatto               | Farnese Vini-Neri Sottoli  | + 0 s           |
| 8.º | Giovanni Visconti         | Farnese Vini-Neri Sottoli  | + 0 s           |
| 9.º | Greg Van Avermaet         | BMC Racing Team            | + 0 s           |
| 10.º | Fabian Cancellara         | Leopard-Trek               | + 0 s           |
| 11.º | Michael Albasini          | HTC-Highroad               | + 0 s           |
| 12.º | Ryder Hesjedal            | Garmin-Cervélo             | + 0 s           |
| 13.º | David de la Fuente        | Geox-TMC                   | + 0 s           |
| 14.º | David Gutiérrez Gutiérrez | Geox-TMC                   | + 0 s           |
| 15.º | George Hincapie           | BMC Racing Team            | + 0 s           |
| 16.º | Massimo Codol             | Acqua & Sapone             | + 0 s           |
| 17.º | Patxi Vila                | De Rosa-Ceramica Flaminia  | + 0 s           |
| 18.º | Emanuele Sella            | Androni Giocattoli         | + 0 s           |
| 19.º | Marco Pinotti             | HTC-Highroad               | + 0 s           |
| 20.º | Rubens Bertogliati        | Team Type 1-Sanofi Aventis | + 40 s          |